# 福本晃
福本 晃（ふくもと あきら、1935年（昭和10年） - ）は松下電器（現・パナソニックホールディングス）の元副理事であり、教育者でもある。鳥取大学客員教授を務めた。岡山県出身。

## 経歴

### 生い立ち
1935年（昭和10年）に岡山県で生まれる。小学校時代から電気工作が好きであり、高梁市内にあるラジオ屋に出入りしていた。地元の岡山県立高梁高校へ進学し、高校時代には、放送機を自作し高校の友人と通信していた。1954年（昭和29年）に同校を卒業。同年、大阪大学理学部へ入学した。その後、同大学を1958年に卒業し、マサチューセッツ工科大学へ入学、Ph.D in Physics（理学博士）を取得し1960年（昭和35年）に卒業したと同時に松下電器へ入社した。

### 松下電器入社後
入社後、松下電器の中央研究所へ配属となった。中央研究所は、1953年に松下電器の研究・開発体制を整えるために設立された。特に同研究所は、1950年代の半導体やカラーテレビ、1970年代の家庭用ビデオ機器などを製造する技術を確立し、日本の家電ブームを先導した研究所として知られる。その後、福本は1971年（昭和46年）に松下電器東京研究所が松下技研株式会社となったことに伴い、そこに所属した。福本は主に、超音波探触子の研究に長年従事し、そこでの活躍が認められ、1988年（昭和63年）の全国発明表彰の発明賞を受賞した。
この後に、パナソニックテクノロジ勤務を経て、松下電器の副理事となった。1995年（平成7年）に松下電器を退職し、1997年マサチューセッツ工科大学のベンチャーであるQEA社の副社長取締役を経験した。1998年には鳥取大学客員教授になり、2000年からは同大学運営諮問委員となった。